# Wacław Figurski
Wacław Figurski pseud. Karaluk (ur. 25 września 1897 w Warszawie, zm. 22 stycznia 1977 tamże) – działacz komunistyczny, rewolucjonista.

## Życiorys
Skończył 4 klasy szkoły podstawowej i został praktykantem biurowym w fabryce wyrobów papierniczych. W 1913 zwolniony za współdziałanie ze strajkującymi robotnikami. W 1915 ewakuowany do Piotrogrodu, w maju 1916 powołany do carskiej armii, w lipcu 1917 wstąpił do 2 Dywizji Strzelców Polskich (z I Korpusu gen. J. Dowbor-Muśnickiego) formującej się w Zubcewie k. Rżewa. Wkrótce wraz z grupą innych Polaków przeszedł do 284 pułku piechoty armii rosyjskiej w Wiaźmie. We wrześniu 1917 wstąpił do SDPRR(b), niedługo potem uczestniczył w walkach z antykomunistycznymi oddziałami pod Wiaźmą. W lutym 1918 został przewodniczącym Kolegium Komendantury stacji Wiaźma z ramienia Komitetu Wykonawczego Rad Delegatów Robotniczych i Żołnierskich (RDRiŻ). W czerwcu 1918 wrócił do kraju i we wrześniu 1918 zgłosił się do niemieckiego biura werbunkowego i wysłany na roboty na Litwę, skąd próbował przedostać się dalej na wschód, jednak został zatrzymany przez niemieckie władze za brak odpowiednich dokumentów i uwięziony w Szawlach do listopada 1918. P
o zwolnieniu udał się do Wilna i wstąpił do miejscowej RDR. Styczeń – marzec 1919 był przewodniczącym Komitetu Dzielnicowego (KD) KPLiB i kierownikiem wydziału przy Ludowym Komisariacie Pracy Republiki Litewsko-Białoruskiej. Potem skierowany przez KC KPLiB do pracy w armii jako sekretarz komisarza 3 pułku Dywizji Litewskiej. Organizował Komitet Rewolucyjny w Wiłkomierzu i brał udział w walkach o to miasto, 17 maja 1919 ranny i wzięty do niewoli przez antykomunistyczne oddziały litewskie. W związku z wymianą jeńców w kwietniu 1920 znalazł się w Rosji sowieckiej, gdzie został pełnomocnikiem Rady Wojskowo-Rewolucyjnej Frontu Zachodniego w Smoleńsku, później zastępcą pełnomocnika ds. jeńców w Piotrogrodzie i (od października 1920) zastępcą członka Biura Polskiego przy Piotrogrodzkim Gubernialnym Komitecie RKP(b). W marcu 1921 brał udział w tłumieniu powstania w Kronsztadzie. Od lipca 1921 tkacz w piotrogrodzkiej fabryce, w lipcu 1922 wrócił do kraju i osiadł w Żyrardowie. Pracował w Towarzystwie Akcyjnym Wyrobów Bawełnianych „Wola” w Warszawie.
W latach 1922–1932 był w KPP, przez pewien czas należał do Komitetu Warszawskiego KPP. 1924 działał w Związku Zawodowym Robotników Przemysłu Chemicznego w Polsce i Związku Zawodowym Robotników i Robotnic Przemysłu Tytoniowego. 1925–1929 pracował w Kasie Chorych w Warszawie i okręgu, 1933–1939 robotnik sezonowy na robotach publicznych oraz nadzorca na robotach. W lutym 1940 wywieziony na roboty przymusowe do Rzeszy, między kwietniem a październikiem 1941 więziony w obozie koncentracyjnym w Sachsenhausen. Zwolniony z powodu choroby, wrócił do Żyrardowa, od 1943 pracował w warszawskiej fabryce mydła. Od 1947 w PPR, potem PZPR. 1953–1958 pracownik Zakładów Jedwabniczych w Milanówku, później na rencie. Mieszkał w Domu Weteranów Ruchu Robotniczego w Warszawie.
Odznaczony m.in. Orderem Czerwonej Gwiazdy i Krzyżem Oficerskim Orderu Odrodzenia Polski.